# Letonia en los Juegos Olímpicos de Berlín 1936
Letonia estuvo representada en los Juegos Olímpicos de Berlín 1936 por un total de 29 deportistas que compitieron en 6 deportes.  
El portador de la bandera en la ceremonia de apertura fue el tirador Haralds Marvē.

## Medallistas
El equipo olímpico letón obtuvo las siguientes medallas:
| Nombre            | Deporte            | Competición    |
| ----------------- | ------------------ | -------------- |
| Oro               |                    |                |
| —                 |                    |                |
| Plata             |                    |                |
| Edvīns Bietags    | Lucha grecorromana | 87 kg M        |
| Bronce            |                    |                |
| Adalberts Bubenko | Atletismo          | 50 km marcha M |